# جان آر. کامانز
جان راجرز کامنز (John R. Commons) (زادهٔ ۱۳ اکتبر ۱۸۶۲ – درگذشتهٔ ۱۱ می ۱۹۴۵)، اقتصاددان نهادگرایی، جرجیست، ترقی‌خواه و تاریخ‌نگار کارگر در دانشگاه ویسکانسین-مدیسن، اهل ایالات متحده بود.

## اوان زندگی
جان آر. کامنز در ۱۳ اکتبر ۱۸۶۲ در هولانسبرگ، ایالت اوهایو متولد گردید. کامنز به عنوان یک فرد مذهبی تربیت شده بود و این امر باعث شد تا وی در سنین جوانی برای عدالت اجتماعی دادخواهی نماید. کامنز یک دانشجوی فقیر تلقی می‌گردید و هنگام تحصیل از یک بیماری روانی رنج می‌برد. به‌خاطر پتانسیلی که در عزم و کنجکاوی شدید وی دیده می‌شد، به او اجازه داده شد تا بدون به پایان رساندن دوره تحصیلی، فارغ‌التحصیل گردد. در این زمان، او از نظریه اقتصادی «مالیات واحد» هنری جرج پیروی کرد. او در بقیه عمر خود از این روی‌کرد اقتصادی «جرجیست» یا «ریکاردی» با تمرکز بر اجاره‌های زمین و حق انحصاری پیروی نمود، از جمله پیشنهادی در مورد مالیات بر درآمد با نرخ بالاتر بر اجاره زمین.
پس از این‌که کامنز از کالج ابرلین فارغ‌التحصیل گردید، وی دو سال از دوره فوق لیسانس را در دانشگاه جانز هاپکینز تحت نظر ریچارد تی. الی تکمیل کرد، اما بدون به‌دست آوردن مدرک تحصیلی، آموزش را ترک نمود. پس از گماشته شدن در دانشگاه ابرلین و ایندیانا، وی تدریس را در دانشگاه سیراکیوس در ۱۸۹۵ میلادی آغاز کرد.
در بهار ۱۸۹۹، دانشگاه سیراکیوس او را به‌خاطر این‌که یک رادیکال است، اخراج کرد. کامنز در نهایت با پیوستن به دانشگاه ویسکانسین در ۱۹۰۴ میلادی دوباره وارد دنیای آکادمیک شد.
کارهای اولیه کامنز نشان‌دهنده اشتیاق وی مبنی بر متحدکردن نظریات مسیحی با علوم اجتماعی در حال ظهور مانند جامعه‌شناسی و اقتصاد بود. وی هم‌واره با مجله کینگدم همکاری داشت، مؤسس یک مؤسسه آمریکایی برای جامعه‌شناسی مسیحی بود و در ۱۸۹۴ میلادی کتابی را تحت عنوان ریفورم اجتماعی و کلیسا نوشت. وی یکی از مدافعین قانون اعتدال بوده و در حزب ممنوعیت (Prohibition party) در سطح ملی فعال بود. در زمانی که او در ویسکانسین به سر می‌برد، اندیشه وی کم‌تر اخلاقیات‌گرا و بیشتر تجربه‌گرا شده بود و نقطه نظرهای دینی وی در مطالعات وی از اخلاقیات و جامعه‌شناسی، دور شد.

## حرفه
مشهورترین کار کامنز، تحلیلی از اقدام جمعی توسط دولت و سایر نهادها است که از دید وی جهت درک اقتصاد حتمی می‌باشد. کامنز باور داشت که قوانینِ به دقت طراحی شده می‌تواند تغییر اجتماعی به بار بی‌آورد؛ این نظریه باعث شد تا وی به عنوان یک سوسیالیستِ رادیکال و یک فزون‌گرا شناخته شود. برخلاف آنچه در برخی نشریه‌ها آمده‌است، کامنز در واقع بر این عقیده بود که آمریکایی‌های آفریقایی‌تبار می‌توانند رأی دهند. زمانی که وی برای نمایندگی تناسبی دادخواهی می‌کرد، او پیشنهاد تأسیس یک «حزب سیاه‌پوست» را ارایه کرد. او حتی پیشنهاد تطبیق تعدیل سیزدهم به قانونی اساسی را نمود که طی آن باید آمریکایی‌های اهل جنوب مجبور شوند تا به آمریکایی-آفریقایی‌ها اجازه رأی دادن بدهند. او به سنت قوی آمریکایی در اقتصاد نهادگرایی از طریق شخصیت‌های چون اقتصاددان و نظریه‌پرداز اجتماعی، تورستن وبلن، ادامه داد. تعریف وی از معامله، یکی از مهم‌ترین کار وی در اقتصاد نهادگرایی است. نظریه نهادی، به موفقیت قابل ملاحظه وی در حقیقت‌یابی و ترتیب قانون در رابطه به مسائل وسیع اجتماعی برای ایالات ویسکانسین، بسیار مرتبط بود. وی قانون و برنامه مزد کارگران ویسکانسین را ترتیب نمود که در نوع خود در ایالات متحده بی‌پیشینه بود.
کامنز در ۱۹۳۴ میلادی، اقتصاد نهادگرایی را منتشر نموده و نظریه خود را این‌گونه بیان کرد که نهادها متشکل از اقدامات جمعی است که همراه با تضاد منافع، اقتصاد را تعریف می‌کند. وی معتقد بود که اقتصاد نهادگرایی، کنترل جمعی بر معامله‌های انفرادی را به نظریه موجود اقتصاد افزود. کامنز، اقتصاددان اسکاتلندی به‌نام هنری دونینگ مکلیود را «بنیان‌گذار» اقتصاد نهادگرایی می‌دانست.
کامنز در نظرسنجی پیتسبرگ که یک تحقیق جامعه‌شناختی در ۱۹۰۷ میلادی از یک شهر ایالات متحده بود، همکاری داشت. شاگرد دوره فوق لیسانس وی به‌نام جان ای. فیج، کتاب کارگران صنعت فولاد را نوشت که تصویری کامل از یک صنعت کلیدی در آمریکای اوایل قرن بیستم ارائه می‌کرد. این یکی از شش کتاب کلیدی بود که در نتیجه نظر سنجی پدید آمد. ادوین ای. ویت که بعداً معروف به «پدر امنیت اجتماعی» شد نیز دوره دکترای تخصصی خود را در دانشگاه ویسکانسین-مدیسن تحت نظر کامنز به اتمام رسانید.
وی یکی از طرف‌داران پیشتاز نمایندگی تناسبی در ایالات متحده بود، کتابی در این زمینه در ۱۹۰۷ میلادی نوشت و به عنوان معاون لیگ نمایندگی تناسبی خدمت کرد.
کامنز دو کار بزرگ را در مورد تاریخ اتحادیه‌های کارگران در ایالات متحده انجام داد. در آغاز ۱۹۱۰ میلادی، وی ویراستاری مستندی در مورد تاریخ جامعه صنعتی آمریکا را آغاز نمود، یک کار بزرگ که بیشتر اسناد اصلی جنبش کارگر آمریکا را دست نخورده گذاشت. تقریباً بلافاصله پس از پایان کار اولی، کامنز شروع به ویراستاری تاریخ کار در ایالات متحده نمود، یک کار روایتی که بر اساس ۱۰ جلد تاریخ مستند ترتیب گردید.

## مرگ و میراث
کامنز در ۱۱ می ۱۹۴۵ درگذشت.
امروزه، دستاورد کامنز در مورد تاریخ کار با دستاورد وی پیرامون نظریه اقتصاد نهادگرایی، برابر پنداشته می‌شود. وی همچنین کار ارزش‌مندی در مورد تاریخ عقاید اقتصادی انجام داد، به‌ویژه در ارتباط به اقدام جمعی. دانشگاه ویسکانسین در مدیسن با نام‌گذاری اتاق‌ها و کلب‌ها به افتخار کامنز، وی را مورد تقدیر قرار داد.
کامنز، استاد بسیاری از اقتصاددانان برجسته بوده و همچنین وی برای ایجاد «ایدهٔ ویسکانسین» که در آن استادان دانشگاه به عنوان مشاورین حکومت خدمت می‌کنند، مورد تحسین قرار می‌گیرد.
خانه پیشین وی که به‌نام خانه جان آر. و نیل کامنز معروف است، در دفتر ثبت ملی امکان تاریخی فهرست شده‌است.

## نقل قول‌ها
- «نهاد عبارت از یک اقدام جمعی که اقدام فردی را کنترل می‌نماید، رها می‌کند و گسترش می‌دهد».[۲۵]
- «... اما، برای اقتصاددانان نهادگرایی کوچک‌ترین واحد عبارت از واحد فعالیت است – یک معامله، همراه با شرکت کنندگان آن. معامله‌ها میان کار اقتصاددانان کلاسیک و خواسته‌های اقتصاددانان لذت‌گرا رخ می‌دهد، صرفاً چون، این جامعه است که دسترسی به نیروهای طبیعی را کنترل می‌کند و معامله عبارت از «تبادل اجناس» نیست، بلکه از دست دادن و به‌دست آوردن حقوق مالکیت و آزادی میان افراد است که توسط جامعه ایجاد شده‌است. بنا بر این معامله باید میان جوانب مربوطه، قبل از این‌که کارگر بتواند تولید کند یا مصرف‌کننده بتواند مصرف کند یا اجناس به‌طور فیزیکی مبادله شوند، مذاکره گردد…»[۲۶]

## ارجاعات
1. ↑  Rutherford, Malcolm (2006). "Wisconsin Institutionalism: John R. Commons and His Students". Labor History. 47 (2): 161–188. doi:10.1080/00236560600583123. S2CID 145626020.
2. ↑  Brue S. and Grant R. (2012). The Evolution of Economic Thought (PDF) (Supplemental Biography of John Rogers Commons for chapter 19 of the online edition of The Evolution of Economic Thought ed.). Cengage Learning. Retrieved 1 September 2014.
3. ↑  Commons, John R. "The Distribution of Wealth", 1893 https://books.google.com/books?id=dhVEAAAAIAAJ
4. ↑  Commons, John R. "Institutional Economics: Its Place In Political Economy" Vol 2. Madison: University of Wisconsin Press, 1959. https://books.google.com/books?id=KnmqaCLGfHEC
5. ↑  Henry George's Resurrection of the Science of Political Economy (Part Three) Edward J. Dodson http://cooperative-individualism.org/dodson-edward_henry-george-resurrection-of-political-economy-1996-03.htm بایگانی‌شده  در ۱۶ فوریه ۲۰۱۷ توسط Wayback Machine
6. ↑  Harter, Lafayette G. John R. Commons, His Assault on Laissez-faire. Corvallis: Oregon State UP, 1962. Pages 21, 32, 36, 38. https://books.google.com/books/about/John_R_Commons.html?id=KgDWAAAAIAAJ
7. ↑  "Two Centuries of Economic Thought on Taxation of Land Rents." In Richard Lindholm and Arthur Lynn, Jr. , (eds.), Land Value Taxation in Thought and Practice. Madison: Univ. of Wisconsin Press, 1982, pp. 151-96. http://www.masongaffney.org/publications/K142_Centuries_Thought_Land_Taxation.CV.pdf
8. 1 2  J. David Hoeveler, Jr. , "John R. Commons," Historical Dictionary of the Progressive Era, 1890–1920. Revised Edition. Westport, CT: Greenwood Press, 1988; pp. 85–86.
9. ↑  Harter, Lafayette G. (1962). John R. Commons: His Assault on Laissez-Faire. Corvallis: Oregon State University Press. pp. 19–20.
10. ↑  Lampman, Robert J., ed. (1993). Economists at Wisconsin, 1892–1992. p. 22.
11. ↑  «نسخه آرشیو شده». بایگانی‌شده از اصلی در ۲۱ ژوئن ۲۰۱۷. دریافت‌شده در ۹ ژانویه ۲۰۲۲.
12. ↑  Richard A. Gonce (2002), "John R. Commons's "Five Big Years": 1899–1904", The American Journal of Economics and Sociology, Vol. 61, No. 4 (Oct. , 2002), pp. i+755–777, p. 756
13. ↑  Hoeveler, "John R. Commons," pg. 85.
14. ↑  Gonce, Richard A. “John R. Commons's 'Five Big Years': 1899-1904. ” The American Journal of Economics and Sociology, vol. 61, no. 4, 2002, pp. 760-i. JSTOR, www.jstor.org/stable/3487977.
15. ↑  Commons,John, R. 1900. Representative Democracy. New York: American Bureau of Economic Research, 1900, 20.
16. ↑  Chasse, John Dennis. A Workers' Economist: John R. Commons and His Legacy from Progressivism to the War on Poverty. New York: Transactions Press, pp.120-122.
17. ↑  Nicita A. and M. Vatiero (2007), "The Contract and the Market: Towards a Broader Notion of Transaction?". Studi e Note di Economia, 1:7–22. Link بایگانی‌شده  در ۲۰۱۱-۰۹-۲۷ توسط Wayback Machine
18. ↑  Vatiero, Massimiliano. "From W. N. Hohfeld to J. R. Commons, and Beyond? A "Law and Economics" Enquiry on Jural Relations", American Journal of Economics and Sociology, 69(2): 840–866, 2010.
19. ↑  Commons, John Rogers (1990). Institutional Economics: Its Place in Political Economy. New Brunswick, N.J. , U.S.A: Transaction Publishers. p. 399. ISBN 978-0-88738-797-5.
20. ↑  "Proportional Representation Review". 1921.
21. ↑  The John R. Commons Room on the 8th floor of the Sociology building, and the John R. Commons Club in the Economics department
22. ↑  The John R. and Nell Commons House Landmark Designation Sign
23. ↑  «نسخه آرشیو شده». بایگانی‌شده از اصلی در ۹ نوامبر ۲۰۱۷. دریافت‌شده در ۹ ژانویه ۲۰۲۲.
24. ↑  "John R. Commons House". Archived from the original on 15 April 2016. Retrieved 9 January 2022.
25. ↑  —"Institutional Economics" American Economic Review, vol. 21 (December 1931), pp.  648–657.
26. ↑  "Institutional Economics" American Economic Review, vol. 21 (December 1931), pp.  648–657.